# Estoa d'Àtal
L'estoa d'Àtal (en grec: στοά του Αττάλου) és una estoa hel·lenística que es troba a la part oriental de l'àgora d'Atenes.

## Història

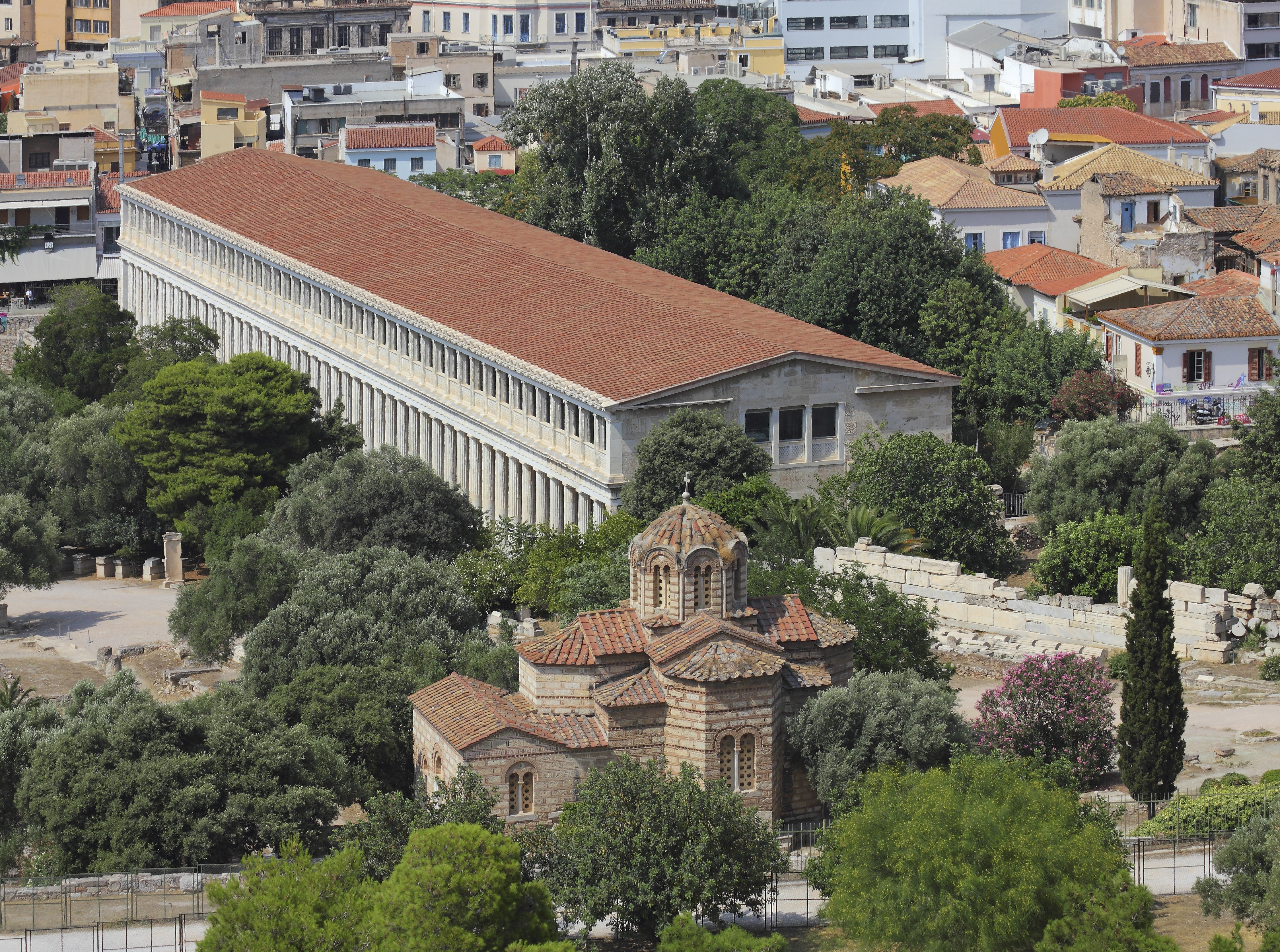
L'estoa d'Àtal vista des del vessant nord de l'Acròpoli

El monument fou construït per Àtal II de Pèrgam, el 160 aC, en agraïment per l'educació que havia rebut de la ciutat àtica.
L'estoa fou reconstruïda del 1953 al 1956, idèntica a l'original per l'Escola americana d'arqueologia, gràcies al finançament de John D. Rockefeller. Dins hi té el museu de l'àgora d'Atenes.

## Descripció
Típica de l'art hel·lenístic, l'estoa era un edifici de gran dimensió, de 116,50 m de llargària per 20,05 d'amplada, construït en dos nivells, una planta baixa d'orde dòric i un pis d'orde jònic, units per dues escales situades a les extremitats. Les parets estaven formades de pedra calcària del Pireu, amb una façana de marbre del Pentèlic i un sostre amb teules.
El conjunt podia acollir a l'antiguitat 41 botigues, cadascuna de 4,91 per 4,66 m. Els locals eren llogats a l'estat atenès. Es tractava, doncs, d'un centre comercial, però també d'un lloc de sociabilitat, on els ciutadans atenesos podien reunir-se i discutir protegits del sol a l'estiu i del fred a l'hivern.

## Manifestacions i cerimònies contemporànies
Es va emprar de vegades l'estoa d'Àtal per a manifestacions no arqueològiques que beneficiaven el prestigi d'aquest monument, símbol de la ciutat antiga. La cerimònia de la firma de l'ampliació de la UE a deu nou països (Estònia, Letònia, Lituània, Polònia, República Txeca, Eslovàquia, Hongria, Eslovènia, Xipre i Malta) fou organitzada sota la presidència grega de la UE, el 16 d'abril del 2003.